# Шпрайцер, Владимир Иванович
Владимир Иванович Шпрайцер (7 февраля 1891, Сараево, Австро-Венгрия — 1935, Казахская ССР, СССР) — советский партийный и военный деятель.

## Биография
Родился в городе Сараево на территории Австро-Венгерской империи 7 февраля 1891 года. К началу Первой мировой войны окончил гимназию и юридический факультет Венского университета с красным дипломом. Получил звание доктора права.
После начала Первой мировой войны в звании подпоручика был призван в действующую армию. Награждён сербским орденом Белого Орла 4-й степени с мечами. В 1915 году на добровольной основе перешёл на сторону русских. В 1916 году в районе Одессы была сформирована 1-я сербская добровольческая дивизия, в составе которой выступил на фронт. За проявленные мужество и героизм награждён орденом Святого Станислава II степени с мечами.
В 1917 году в звании офицера принимал участие в военных действиях Первой мировой войны в составе 76-го пехотного полка. В конце того же года вступил в Красную гвардию. Участвовал в формировании 4-й армии РККА, впоследствии воевавшей на Украине.
В апреле 1918 года после разгрома частей 4-й армии прибыл в Москву с оставшимися в живых военнослужащими с целью сдачи их личных дел. В апреле-ноябре принимал участие в экспедиции Тургайского экспедиционного отряда по маршруту Москва-Астрахань-Каспий-Мангышлак-Актюбинский фронт. Заместитель руководителя отряда.
Летом 1918 года на Актюбинском фронте произошла атака казаков, в ходе которой в рядах большевиков началась паника и бегство, однако Шпрайцер, брившийся в палатке, выскочил из неё и, подбежав к тачанке, открыл огонь из пулемёта по белым, тем самым отразив наступление. 2 августа повёл в атаку планировавших дезертировать солдат РККА.
В период подавления антисоветского восстания в Астрахани начальник штаба. В ноябре назначен временно исполняющим должность военного комиссара г. Челкар. В конце 1918 года принимал участие в обороне Актюбинска.
В декабре 1918 года — марте 1919 года в командировке в Туркестане с целью сбора припасов и организации подкреплений. В марте 1919 года прибыл на Актюбинский фронт. 25 (по другим данным, 27) апреля назначен начальником штаба Актюбинского фронта Туркестанской Республики, в должности которого находился вплоть до 1 июля. Потерпев поражение в районе станции Кандагач, большевики отступили к Аральскому морю. Выступил противником начала наступления на Темир, предлагаемого новым командующим фронтом, эсером Г. А. Колузаевым.
После окончания Гражданской войны в России участвовал в решении организационных проблем ВКП(б) и индустриализации Казахстана.
Владел восемью языками, в том числе сербско-хорватским, латинским, немецким, английским, французским, русским, казахским и татарским.
Арестован 2 июля 1938 года. Расстрелян 11 октября того же года. Посмертно реабилитирован 4 апреля 1957 года.